# Ghilaromma fuliginosi
Ghilaromma fuliginosi är en stekelart som först beskrevs av Wilkinson 1930.  Ghilaromma fuliginosi ingår i släktet Ghilaromma och familjen brokparasitsteklar. Inga underarter finns listade i Catalogue of Life.